# Cnidoscolus spinosus
Cnidoscolus spinosus är en törelväxtart som beskrevs av Cyrus Longworth Lundell. Cnidoscolus spinosus ingår i släktet Cnidoscolus och familjen törelväxter. Inga underarter finns listade i Catalogue of Life.